# ACS Foresta Suceava
Asociația Club Sportiv Foresta Suceava, cunoscut popular sub numele de Foresta Suceava, sau pe scurt Foresta, este un club de fotbal profesionist din Suceava, România, care evoluează în prezent în Liga a IV-a. Clubul joacă pe Stadionul Areni. Clubul a fost exclus din Liga a III-a 2023-2024.

## Istoric

### Începutul
Clubul a fost înființat în anul 1946, pe atunci Asociația Sportivă CFR Ițcani, echipă de fotbal care a purtat și numele de Locomotiva Ițcani. AS CFR Ițcani a reprezentat fotbalul sucevean în Divizia C după ce a fuzionat cu clubul Cetatea Suceava (1946-1947), apoi jucând numai în campionatul regional inferior al fotbalului românesc până în vara anului 2008. Rapid CFR Suceava, continuă tradiția de fotbal din municipiul Suceava, după dizolvarea echipelor CSM Suceava (Bucovinei Suceava), Foresta Fălticeni (Foresta Suceava) și FC Cetatea Suceava.

### Prima scenă a fotbalului românesc
A promovat în 1997 în Divizia B, a retrogradat în 1999, a promovat din nou în 2000 și a retrogradat în 2001, echipa fiind desființată în 2002 din cauza neplății datoriilor. Cea mai mare performanță a echipei a fost meciul cu Dinamo din 2000, când echipa a revenit din minutul 60 de la 4-0, și i-a învins pe dinamoviști cu 5-4. Cea mai mare performanță în Cupa României a fost în sezonul 1966-1967, când în Divizia C fiind, ajunge până în finală, pierzând împotriva echipei Steaua.
La sfârșitul sezonului 2007-2008 au terminat pe primul loc în Liga a IV-a și au participat la barajul pentru promovarea în Liga a III-a, împotriva echipei ACS Miercurea Nirajului, campioană a județului Mureș. Sucevenii au câștigat cu scorul de 2-1, promovând astfel în Liga a III-a.
La finele sezonului 2011-2012, Rapid a reușit să se claseze pe primul loc al clasamentului Ligii a III-a, Seria C1, promovând pentru prima dată în istorie în Liga a II-a.
Rapid CFR Suceava a început sezonul 2014-2015 în Liga a II-a, cu rezultate excepționale în primele 4 meciuri, fiind victorioasă de două ori, acasă cu FCM Dorohoi (3-0) și în deplasare, câștigând pentru prima dată pe terenul Daciei Brăila (2-0) și două egaluri astfel, la sfârșitul lunii septembrie au ajuns în Seria I a Ligii a II-a pe locul al treilea. Performanța cea mai notabilă din acest început de sezon a fost și meciul de pe teren propriu împotriva formației Săgeata Năvodari, club care a jucat anterior în Liga I pentru prima dată în istoria sa în sezonul 2013-2014, când Rapid a fost cu două clase peste adversarii lor, dar a reușit de fiecare dată să înscrie ca egalizatoare. Mircea Negru și Marius Matei au reușit să înscrie pentru Rapid' în acel meci.

### Regruparea
Tot în acest sezon 2014-2015 clubul a reușit să se califice în premieră, în optimile Cupei României, după o victorie acasă cu 1-0 (d.p.) în șaisprezecimi împotriva lui Gaz Metan Mediaș, pe 23 septembrie. Rapid Suceava, alături de CS Mioveni au fost singurele cluburi de fotbal din eșalonul secund care s-au calificat în optimi, după ce ambele au reușit să obțină calificările cu rezultate explozive, cu echipe mai bine cotate decât ele din primul nivel. Dar până a ajunge în șaisprezecimi, Rapidul a mai trecut de formațiile de Liga a III-a, Știința Miroslava (3-0) și Cetatea Târgu Neamț (1-0), ambele câștigându-le în deplasare, ajungând la opt meciuri fără înfrângere (27 septembrie) în cele două competiții și devenind singura echipă din primele două ligi din România neînvinsă în meciurile oficiale disputate în actualul sezon.
În vara anului 2016, echipa și-a schimbat numele din Rapid CFR Suceava în Foresta Suceava, un nume care face legătura cu cele mai importante rezultate fotbalistice ale orașului Suceava.

## Parcurs competițional
| Sezon     | Victorii | Egaluri | Înfrângeri | Puncte | Competiția          | Poziție         |
| --------- | -------- | ------- | ---------- | ------ | ------------------- | --------------- |
| 2004-2005 | 11       | 8       | 11         | 41     | Liga a IV-a Suceava | 7               |
|           |          |         |            |        |                     |                 |
| 2005-2006 | 19       | 4       | 7          | 61     | Liga a IV-a Suceava | 3               |
|           |          |         |            |        |                     |                 |
| 2006-2007 | 18       | 3       | 9          | 57     | Liga a IV-a Suceava | 4               |
|           |          |         |            |        |                     |                 |
| 2007-2008 | 25       | 2       | 3          | 77     | Liga a IV-a Suceava | 1               |
|           |          |         |            |        |                     |                 |
| 2008-2009 | 14       | 9       | 11         | 51     | Liga a III-a        | 9               |
|           |          |         |            |        |                     |                 |
| 2009-2010 | 16       | 3       | 13         | 51     | Liga a III-a        | 5               |
|           |          |         |            |        |                     |                 |
| 2010-2011 | 9        | 2       | 15         | 29     | Liga a III-a        | 12              |
|           |          |         |            |        |                     |                 |
| 2011-2012 | 19       | 6       | 3          | 63     | Liga a III-a        | 1               |
|           |          |         |            |        |                     |                 |
| 2012-2013 | 7        | 6       | 11         | 27     | Liga a II-a         | 10              |
|           |          |         |            |        |                     |                 |
| 2013-2014 | 4        | 7       | 11         | 19     | Liga a II-a         | 10 4 (Play-Out) |
|           |          |         |            |        |                     |                 |
| 2014-2015 | 11       | 7       | 4          | 40     | Liga a II-a         | 3 5 (Play-Off)  |
|           |          |         |            |        |                     |                 |
| 2015-2016 | 6        | 7       | 11         | 25     | Liga a II-a         | 10 3 (Play-Out) |
|           |          |         |            |        |                     |                 |
| 2016-2017 | 12       | 5       | 17         | 41     | Liga a II-a         | 12              |
|           |          |         |            |        |                     |                 |
| 2017-2018 | 10       | 3       | 25         | 35     | Liga a II-a         | 18              |

## Culori și simboluri
Rapid Suceava a folosit un kit de acasă similar cu cel al celor de la CFR Cluj, mai precis unul alb-vișiniu. În timpul meciurilor în deplasare, au jucat purtând un kit negru-albastru. După rebranding, noua Foresta folosește un kit care îmbină culorile galben și verde.

## Stadion
Stadionul Areni a fost amenajat prin muncă patriotică , fiind inaugurat oficial în anul 1963, când s-a finalizat construcția tribunei principale prevăzută la parter cu vestiare pentru sportivi. Inițial s-a numit Stadionul Municipal.
Stadionul a fost extins în anii 1976-1977 (când s-au adăugat tribunele laterale) și 1980-1982 (când s-a construit tribuna a doua). În anul 2002, stadionul a fost modernizat modificându-se aspectul și confortul tribunei oficiale, au fost vopsite peluzele și spațiile din cadrul tribunei a doua, s-au înlocuit gradenele cu scaune și s-a amenajat un grup sanitar. În prezent se află pe locul 31 într-un clasament al celor mai vechi stadioane din România.
Capacitatea stadionului a fost restrânsă de la 12.500 la 7.000 de locuri și este destinat în principal meciurilor de fotbal, dar se organizează aici și alte tipuri de competiții sportive, existând o pistă de atletism, precum și spectacole muzicale.
La data de 23 aprilie 2009 a fost organizat aici un concert al pianistului francez Richard Clayderman, la care au asistat peste 12.000 spectatori.

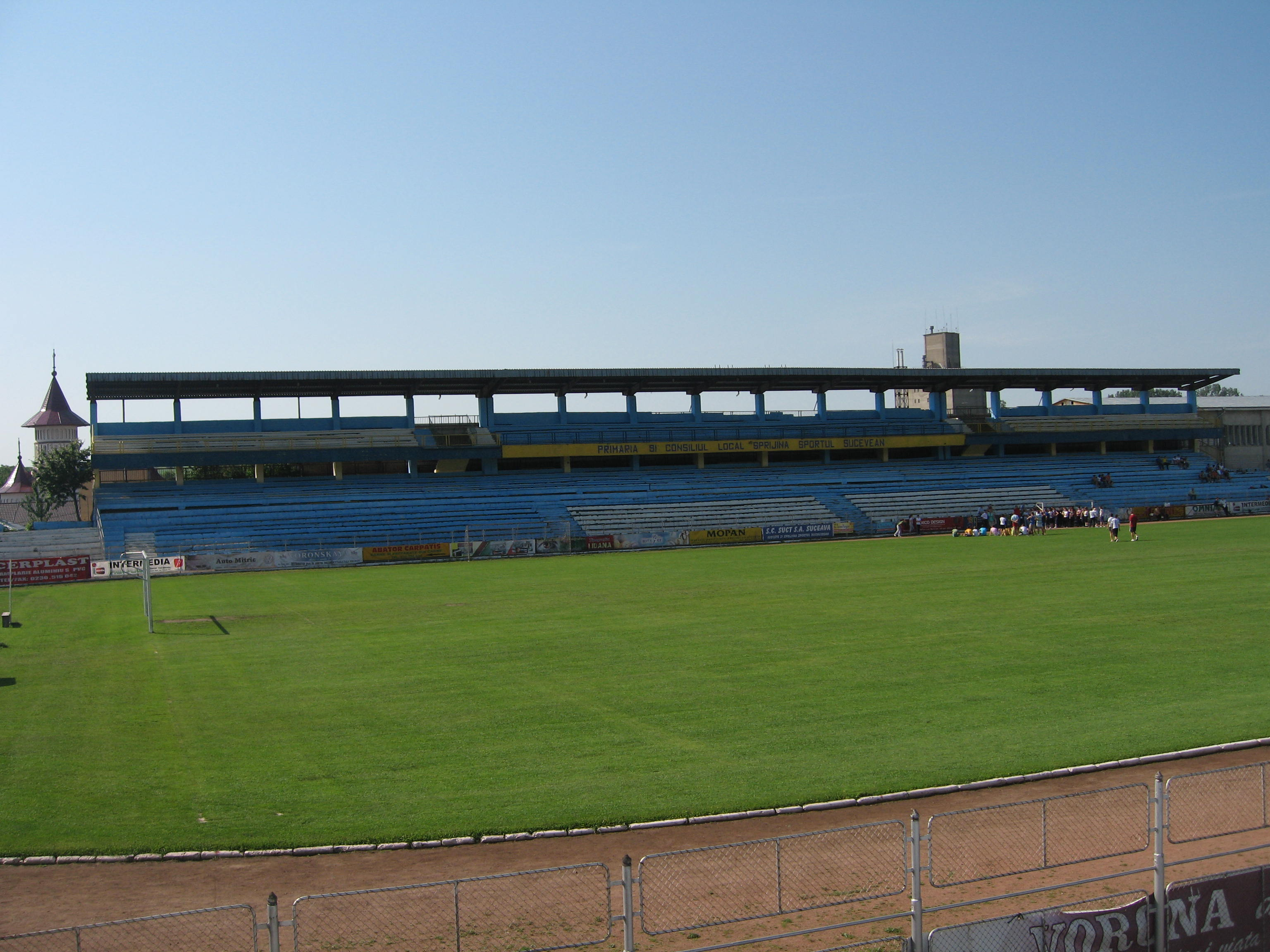
Tribuna principală a stadionului Areni. Stadionul este situat în centrul Sucevei.

Foresta Suceava își joacă meciurile de acasă pe Stadionul Areni . Stadionul are o capacitate totală de 12.500 de locuri și a fost deschis în 1963 ca Stadion Municipal. În plus, stadionul a fost renovat și între perioadele 1976–1977, 1980–1982 și, respectiv, 2002. În prezent se află pe locul 31 în clasamentul all time al stadioanelor din România. 

## Palmares
Liga I:
- Campioni (0):, Cea mai bună clasare: 13 (2000–01)

Liga a II-a:
- Campioni (2): 1996–97, 1999–00
- Vice-campioni (1): 1995–96

Liga III:
- Campioni (5): 1956, 1973–74, 1982–83, 1988–89, 1994–95
- Vice-campioni (3): 1968–69, 1979–80, 1980–81

Cupa României:
- Campioni (0):
- Vice-campioni (1): 1966–67